# Ayutla (Jalisco)
Ayutla (Jalisco) é um município do estado de Jalisco, no México.
Em 2005, o município possuía um total de 12.221 habitantes.